# 邊疆書店
邊疆書店（英語：Borderlands Books）是一家位於舊金山的獨立書店，專門販售科幻、奇幻、和恐怖類小說。1997年艾倫·彼茲（Alan Beatts）在Hayes Valley創立了這家店，起初只賣二手書籍，其中包含彼茲個人的收藏。 2001年書店遷移到如今位於Mission District的店面。

## 历史
2008年彼茲和書店經理裘德·費爾德曼（Jude Feldman）一同獲得世界奇幻獎的職業人士特別貢獻獎。2009年彼茲開設了書店的附屬咖啡館。

## 外部連結
- 邊疆書店 （页面存档备份，存于）